# GYachI
GyachE Improved (GyachI) is een instant messenger voor het YMSG-protocol en werkt onder Linux. Het is een fork van Gyach Enhanced. Na een periode van ongeveer een jaar waarbij er geen ontwikkelingen plaatsvonden, besloten enkele gebruikers om het programma verder te ontwikkelen, vrezend dat de oorspronkelijke auteur Erica Andrews interesse verloren had of het project volledig verlaten had. GyachI vereist Linux met GTK+ 2.0.6 of hoger en libjasper (voor het weergeven van avatars). De laatste versie is 1.2.11 en werd uitgebracht op 3 september 2011.

## Functies
GyachE Improved ondersteunt bijna alle functies die teruggevonden kunnen worden in de officiële Yahoo! Messenger voor Windows: spraakchat, webcam, faders, nicknames, geluiden, avatars en gebruikersafbeeldingen. GyachE Improved maakt gebruik van GTK+2 voor de GUI.